# 110 Herculis
Désignations
110 Herculis (en abrégé 110 Her) est une étoile de la constellation boréale d'Hercule. Elle est visible à l'œil nu avec une magnitude apparente de 4,19. L'étoile présente une parallaxe annuelle de 52,06 ± 0,25 mas mesurée par le satellite Hipparcos, ce qui permet d'en déduire qu'elle est distante de 19,21 ± 0,09 pc (∼62,7 al) de la Terre. Elle s'éloigne du système solaire à une vitesse radiale héliocentrique de +22,8 km/s.

## Propriétés
110 Herculis est une étoile jaune-blanc de la séquence principale de type spectral F6V. Elle est 1,4 à 1,7 fois plus massive et près de deux fois plus grande que le Soleil. Elle est six fois plus lumineuse que le Soleil et sa température de surface est de 6 400 K environ. Il lui faut 7,2 jours pour compléter une rotation sur elle-même.
110 Herculis présente un excès d'émission dans l'infrarouge par rapport à ce qui est attendu, ce qui indique la présence d'un disque de débris en orbite.

## Observation
110 Herculis est localisée dans le ciel à peu près à mi-distance entre Rasalague de l'Ophiuchus et Albiréo du Cygne. L'étoile, avec ses voisines 111 Herculis, 112 Herculis, et 113 Herculis, sont situées près de la bordure orientale de la constellation d'Hercule.